# Liste der Baudenkmäler in Laaber
Auf dieser Seite sind die Baudenkmäler in dem Oberpfälzer Markt Laaber zusammengestellt. Diese Tabelle ist eine Teilliste der Liste der Baudenkmäler in Bayern. Grundlage ist die Bayerische Denkmalliste, die auf Basis des Bayerischen Denkmalschutzgesetzes vom 1. Oktober 1973 erstmals erstellt wurde und seither durch das Bayerische Landesamt für Denkmalpflege geführt wird. Die folgenden Angaben ersetzen nicht die rechtsverbindliche Auskunft der Denkmalschutzbehörde.

## Ensembles

### Ensemble Burgberg

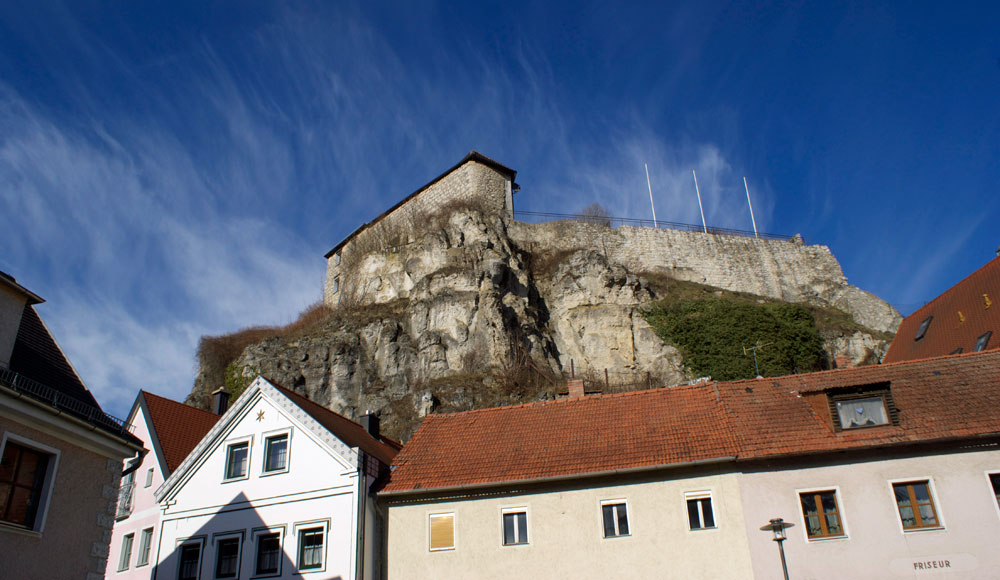

Das auf einem hoch über dem Flusstal der Schwarzen Laaber aufragenden Felsen gelegene Ensemble umfasst die östliche Bebauung des Burgberges mit dem Ansitz der seit dem frühen 12. Jahrhundert nachweisbaren Herren von Laaber. Die durch die geographische Lage erfolgte Abgrenzung zwischen Burg und Markt lässt sich noch heute als Trennung zwischen herrschaftlichem, herrschaftsabhängigem und bürgerlichem Wohnbereich erkennen. 
Zwischen dem ehemals befestigten ackerbürgerlichen Markt und dem Burgberg lebten die Bediensteten, wodurch sich unmittelbar vor dem östlichen Torturm der Marktbefestigung ein Platz ausbildet, von dem aus der schmale Burgweg steil ansteigt. In der Gasse Am Turm hatten Handwerker in zweigeschossigen Giebelhäusern Werkstatt und Wohnungen. Die unregelmäßige Bebauung des Burgweges dagegen richtet sich ausschließlich nach der natürlichen Lage der Grundstücke. 
Trotz der aus dem frühen 19. Jahrhundert stammenden Bebauung geben Parzelleneinteilung die mittelalterliche Situation einer ehemaligen Bedienstetensiedlung wieder. Der malerische Eindruck der Anlage wird durch die altertümliche Pflasterung noch unterstrichen.
Aktennummer: E-3-75-162-1

## Baudenkmäler nach Ortsteilen

### Laaber
| Lage                              | Objekt                                  | Beschreibung | Akten-Nr.     | Bild                       |
| --------------------------------- | --------------------------------------- | --- | ------------- | -------------------------- |
| Am Turm 3 (Standort)              | Ehemaliges Evang.-Luth. Pfarrhaus       | Zweigeschossiger und giebelständiger Mansarddachbau mit Halbwalm, 18. Jahrhundert. | D-3-75-162-2  | BW                         |
| Am Turm 6 (Standort)              | Wohnhaus                                | Zweigeschossiger Walmdachbau mit Rückgebäude als zweigeschossiger Satteldachbau, beide 1760/61 (dendrochronologisch datiert), Veränderungen der Binnenstruktur 19. Jahrhundert, Keller wohl mittelalterlich. | D-3-75-162-3  | BW                         |
| Am Turm 10 (Standort)             | Torturm                                 | Dreigeschossiger Walmdachbau mit korbbogigem Durchgang, anschließendem zweigeschossigem Wohnhaus und Resten der Befestigungsmauer, im Kern 13. Jahrhundert, sonst 15. Jahrhundert. | D-3-75-162-4  | weitere Bilder             |
| Augasse 4 (Standort)              | Ehemalige Mühle                         | Zweigeschossiger und giebelständiger Mansarddachbau mit Halbwalm, 2. Hälfte 18. Jahrhundert. | D-3-75-162-5  | weitere Bilder             |
| Augasse 7 (Standort)              | Ehemaliges Knabenschulhaus              | Zweigeschossiger Walmdachbau, Rundbogenstil, vor 1839; Geburtshaus von Ludwig Auer (1839–1914). | D-3-75-162-6  | Ehemaliges Knabenschulhaus |
| Burghof 8 (Standort)              | Burgruine                               | Randhausburg mit Teilen der Palasmauern, Schildmauerteile mit Torzwinger mit zwei Torbögen, Schalenturm und Resten eines Wehrturms, jetzt als Wohnhaus ausgebaut; Reste der Burgkapelle, in Wohnhaus eingebaut; Stumpf des Bergfrieds; Reste der Schenkelmauern; Bruchstein, Buckelquader- und Quadermauerwerk, romanisch, um 1200, seit 18. Jahrhundert Verfall. | D-3-75-162-8  | weitere Bilder             |
| Hademarweg 1 (Standort)           | Ehemaliger Gasthof                      | Dreigeschossiger und giebelständiger Mansarddachbau mit Halbwalm, 17./18. Jahrhundert, modern umgebaut; mit Schenkelmauer der ehemaligen Burg. | D-3-75-162-13 | Ehemaliger Gasthof         |
| Kalvarienberg (Standort)          | Kalvarienbergkapelle Grablegung Christi | Giebelständiger Satteldachbau mit Dreiecksgiebel, 17. Jahrhundert; mit Ausstattung. | D-3-75-162-25 | BW                         |
| Kirchplatz 15 (Standort)          | Wohnhaus                                | Zweigeschossiger Mansardwalmdachbau mit zwei Eckerkern und Zwiebelhaube, 1795. | D-3-75-162-17 | Wohnhaus                   |
| Kirchplatz 17 (Standort)          | Kath. Pfarrhaus                         | Dreigeschossiger und giebelständiger Halbwalmdachbau, 17./18. Jahrhundert, Erdgeschoss aus romanischen Buckelquadern, um 1200. | D-3-75-162-18 | weitere Bilder             |
| Kirchplatz 18 (Standort)          | Katholische Pfarrkirche St. Jakobus     | Gegliederter Saalbau, Westturm mit Zwiebelhaube und Pilastergliederung, im Kern 15. Jahrhundert, 1746–51 umgebaut, Erweiterung und Umorientierung 1952 durch Hans Beckers; mit Ausstattung (siehe auch: Taufbecken (Laaber)); Friedhofsmauer, 18./19. Jahrhundert.                                                                                                | D-3-75-162-19 | weitere Bilder             |
| Nähe Weinbergweg (Standort)       | Kapelle St. Maria                       | Giebelständiger und abgewalmter Satteldachbau mit gegliederter Fassade, um 1700. | D-3-75-162-24 | BW                         |
| Regensburger Straße 19 (Standort) | Ehemalige Turmuhrenfabrik               | Zweigeschossiger und traufständiger Satteldachbau mit Dachvorschuss, Zwerchhaus mit Uhrwerk und Putzgliederungen, um 1900. | D-3-75-162-22 | BW                         |
| Regensburger Straße 28 (Standort) | Spitalmühle                             | Zweigeschossiger und traufständiger Halbwalmdachbau mit mittelschlächtigem Wasserrad, 18./19. Jahrhundert. | D-3-75-162-23 | Spitalmühle                |
| Schloßberg (Standort)             | Wegkapelle St. Sebastian                | Giebelständiger und abgewalmter Satteldachbau, neugotisch, 2. Hälfte 19. Jahrhundert; mit Ausstattung. | D-3-75-162-15 | BW                         |

### Anger
| Lage                                   | Objekt                                    | Beschreibung                                                                       | Akten-Nr.     | Bild           |
| -------------------------------------- | ----------------------------------------- | ---------------------------------------------------------------------------------- | ------------- | -------------- |
| Unterlichtenberger Straße 5 (Standort) | Katholische Nebenkirche Mariä Heimsuchung | Saalbau mit eingezogener Apsis und Dachreiter mit Zeltdach und Blechdeckung, 1882. | D-3-75-162-26 | weitere Bilder |

### Bergstetten
| Lage                      | Objekt                            | Beschreibung | Akten-Nr.     | Bild           |
| ------------------------- | --------------------------------- | --- | ------------- | -------------- |
| Schloßstraße 1 (Standort) | Ehem. Schloss                     | Zweiflügeliger und zweigeschossiger Walmdachbau mit Torhaus und Rundbogeneinfahrt, mit Wappentafel, bezeichnet 1723.                                                                                      | D-3-75-162-27 | weitere Bilder |
| Schloßstraße 8 (Standort) | Kath. Filialkirche St. Laurentius | Saalbau mit eingezogener Apsis und verschindeltem Dachreiter mit Zwiebelhaube, im Kern romanisch, Chor frühgotisch, Umbau 1599 und 18. Jahrhundert; mit Ausstattung; Friedhofsmauer, spätmittelalterlich. | D-3-75-162-28 | weitere Bilder |

### Eisenhammer
| Lage                         | Objekt   | Beschreibung                                                                         | Akten-Nr.     | Bild     |
| ---------------------------- | -------- | ------------------------------------------------------------------------------------ | ------------- | -------- |
| Eisenhammer 1 1/2 (Standort) | Gasthaus | Eingeschossiger und traufständiger Mansarddachbau mit Halbwalm, 18./19. Jahrhundert. | D-3-75-162-29 | Gasthaus |

### Endorf
| Lage                  | Objekt                          | Beschreibung | Akten-Nr.     | Bild                            |
| --------------------- | ------------------------------- | --- | ------------- | ------------------------------- |
| Kirchweg 3 (Standort) | Kath. Filialkirche Mariä Geburt | Saalbau mit abgewalmtem Satteldach und Fassadenturm mit Zeltdach, 1610, Turm 1805; mit Ausstattung; Friedhofsmauer, wohl 18. Jahrhundert. | D-3-75-162-30 | Kath. Filialkirche Mariä Geburt |

### Großetzenberg
| Lage                          | Objekt                                     | Beschreibung | Akten-Nr.     | Bild                                       |
| ----------------------------- | ------------------------------------------ | --- | ------------- | ------------------------------------------ |
| Hochstraße 24 (Standort)      | Kath. Filialkirche St. Johannes der Täufer | Saalbau mit eingezogenem Chor und Dachreiter mit Zeltdach, romanisch, Chor 1726; mit Ausstattung; Friedhofsmauer, wohl 18. Jahrhundert. | D-3-75-162-31 | Kath. Filialkirche St. Johannes der Täufer |
| Nähe Großetzenberg (Standort) | Wegkapelle St. Maria                       | Abgewalmter Satteldachbau mit korbbogigem Eingang, 18. Jahrhundert.                                                                     | D-3-75-162-32 | BW                                         |

### Kleinetzenberg
| Lage                             | Objekt     | Beschreibung                                                                 | Akten-Nr.     | Bild |
| -------------------------------- | ---------- | ---------------------------------------------------------------------------- | ------------- | ---- |
| Deuerlinger Straße 10 (Standort) | Hofkapelle | Satteldachbau mit verbrettertem Vordach und Dachreiter, 18./19. Jahrhundert. | D-3-75-162-33 | BW   |

### Münchsmühle
| Lage                        | Objekt                          | Beschreibung                                    | Akten-Nr.     | Bild           |
| --------------------------- | ------------------------------- | ----------------------------------------------- | ------------- | -------------- |
| Nähe Münchsmühle (Standort) | Wegkapelle Christus in der Rast | Giebelständiger Satteldachbau, 18. Jahrhundert. | D-3-75-162-34 | weitere Bilder |

### Papiermühle
| Lage                   | Objekt               | Beschreibung                                                                             | Akten-Nr.     | Bild |
| ---------------------- | -------------------- | ---------------------------------------------------------------------------------------- | ------------- | ---- |
| Papiermühle (Standort) | Wegkapelle St. Maria | Giebelständiger Satteldachbau mit korbbogigem Eingang, 18. Jahrhundert; mit Ausstattung. | D-3-75-162-36 | BW   |

### Polzhausen
| Lage                        | Objekt                   | Beschreibung                                                              | Akten-Nr.     | Bild |
| --------------------------- | ------------------------ | ------------------------------------------------------------------------- | ------------- | ---- |
| Am Vogelherd (Standort)     | Wegkreuz                 | Kruzifixus im Dreinageltypus, 18. Jahrhundert, Kreuz erneuert.            | D-3-75-162-38 | BW   |
| Zum Penkertal 21 (Standort) | Wegkapelle Maria Königin | Traufständiger und abgewalmter Satteldachbau mit Glockendachreiter, 1865. | D-3-75-162-37 | BW   |

### Ried
| Lage                        | Objekt               | Beschreibung                                            | Akten-Nr.     | Bild |
| --------------------------- | -------------------- | ------------------------------------------------------- | ------------- | ---- |
| Angerer Straße 1 (Standort) | Wegkapelle St. Maria | Satteldachbau mit korbbogigem Eingang, 18. Jahrhundert. | D-3-75-162-39 | BW   |

### Schernried
| Lage                    | Objekt               | Beschreibung                                                            | Akten-Nr.     | Bild                 |
| ----------------------- | -------------------- | ----------------------------------------------------------------------- | ------------- | -------------------- |
| Schernried 2 (Standort) | Wegkapelle St. Maria | Giebelständiger Satteldachbau mit korbbogigem Eingang, 18. Jahrhundert. | D-3-75-162-40 | Wegkapelle St. Maria |

### Türklmühle
| Lage                       | Objekt                 | Beschreibung                                                                      | Akten-Nr.     | Bild |
| -------------------------- | ---------------------- | --------------------------------------------------------------------------------- | ------------- | ---- |
| Nähe Türklmühle (Standort) | Wegkapelle Hl. Familie | Giebelständiger Satteldachbau, 18. Jahrhundert                                    | D-3-75-162-41 | BW   |
| Türklmühle 1 (Standort)    | Mühle                  | Zweigeschossiger Halbwalmdachbau mit abgewalmtem Zwerchhaus, 18./19. Jahrhundert. | D-3-75-162-42 | BW   |

### Weißenkirchen
| Lage                       | Objekt                       | Beschreibung | Akten-Nr.     | Bild                         |
| -------------------------- | ---------------------------- | --- | ------------- | ---------------------------- |
| Weißenkirchen 7 (Standort) | Kath. Nebenkirche St. Joseph | Saalbau mit eingezogenem Chor und Dachreiter mit Zwiebelhaube, spätromanisch, 13. Jahrhundert, 1654 umgestaltet; mit Ausstattung. | D-3-75-162-43 | Kath. Nebenkirche St. Joseph |